# Copperbelt

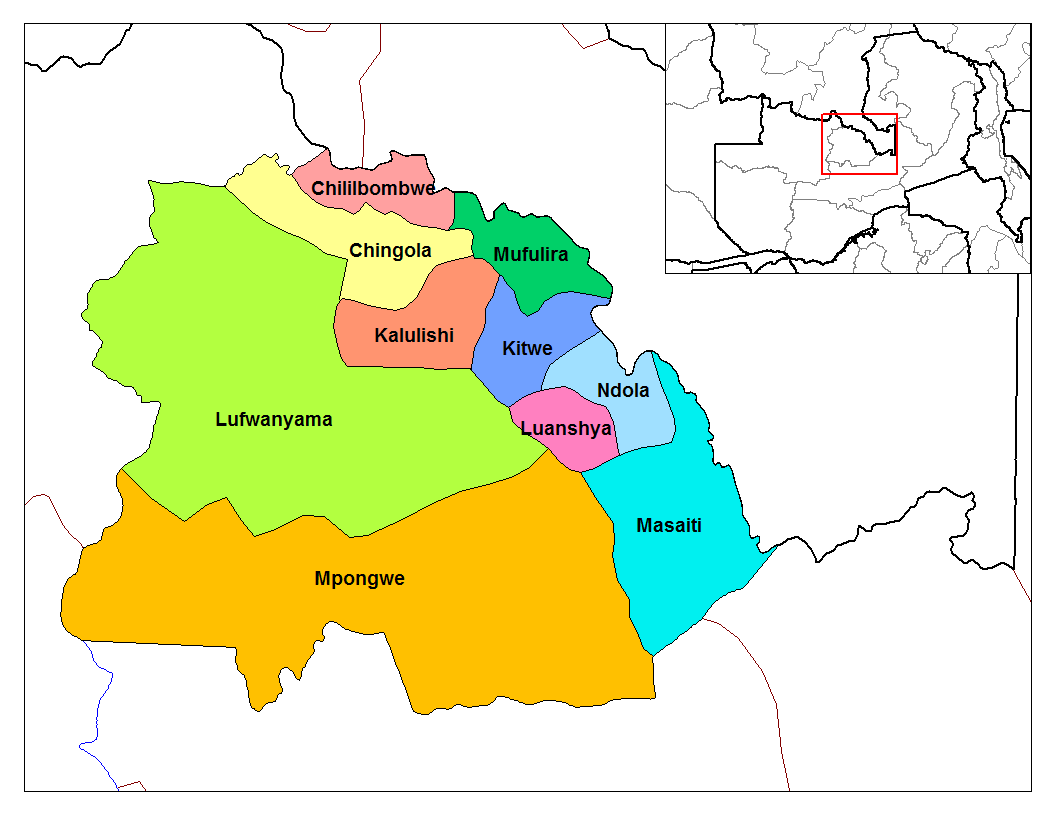
distrikty v rámci provincie Copperbelt

Copperbelt je jedna z devíti provincií v Zambii. Největšími městy jsou Kitwe, Ndola a Mufulira. Provincie se dělí na 10 distriktů. Nachází se zde významná ložiska měděných rud.